# Alli Lahtinen
Alli Kyllikki Lahtinen, född 11 april 1926 i Korpilax, död 22 maj 1976 i Helsingfors, var en finländsk ämbetsman och politiker.
Lahtinen avlade socialvetenskaplig kandidatexamen 1956, var chef för barnskyddsbyrån i Kotka 1959–1968 och blev därefter generaldirektör för den då nyinrättade Socialstyrelsen. Hon blev därigenom den första kvinnan som blev chef för ett finländskt centralt ämbetsverk. På denna post medverkade hon aktivt till införandet av ny lagstiftning på det sociala området. Under hennes ledning utbyggdes bland annat barndagvården. Hon var även verksam politiskt för socialdemokraterna och var social- och hälsovårdsminister i tre regeringar, 1970, 1971–1972 och 1975.